# 親繁王
親繁王（ちかしげおう、生没年不詳）は、平安時代中期の皇族。醍醐天皇の皇孫で、中務卿・式明親王の次男。

## 概要
天徳5年（961年）前武蔵権守・源満仲の邸宅に一味を引き入れて強盗に押し入る。部下の倉橋弘重が捕らえられ、その供述により清和天皇の皇孫・源蕃基や宮内丞・中臣良材とともに親繁が犯人であったことが判明。検非違使に追われ、父の式明親王の館に匿われる。式明は「親繁は邸内にいるが重い痢病を患って起居に堪えない。回復すれば引き渡す」という旨を上申する。しかし、宣旨により官人が派遣されて式明は家宅捜査を受けるも、すでに親繁を始め一味は逃亡済であった。捜索の手は他の皇族にまで及び、成子内親王の邸宅にて、一味である紀近輔がようやく捕らえられたが、結局親繁王の行方は知れなかった。式明は親繁を引き渡さず、悪事をいい加減に取り扱ったとして罰せられたという。その後の消息は不明。